# Recyklace kovů

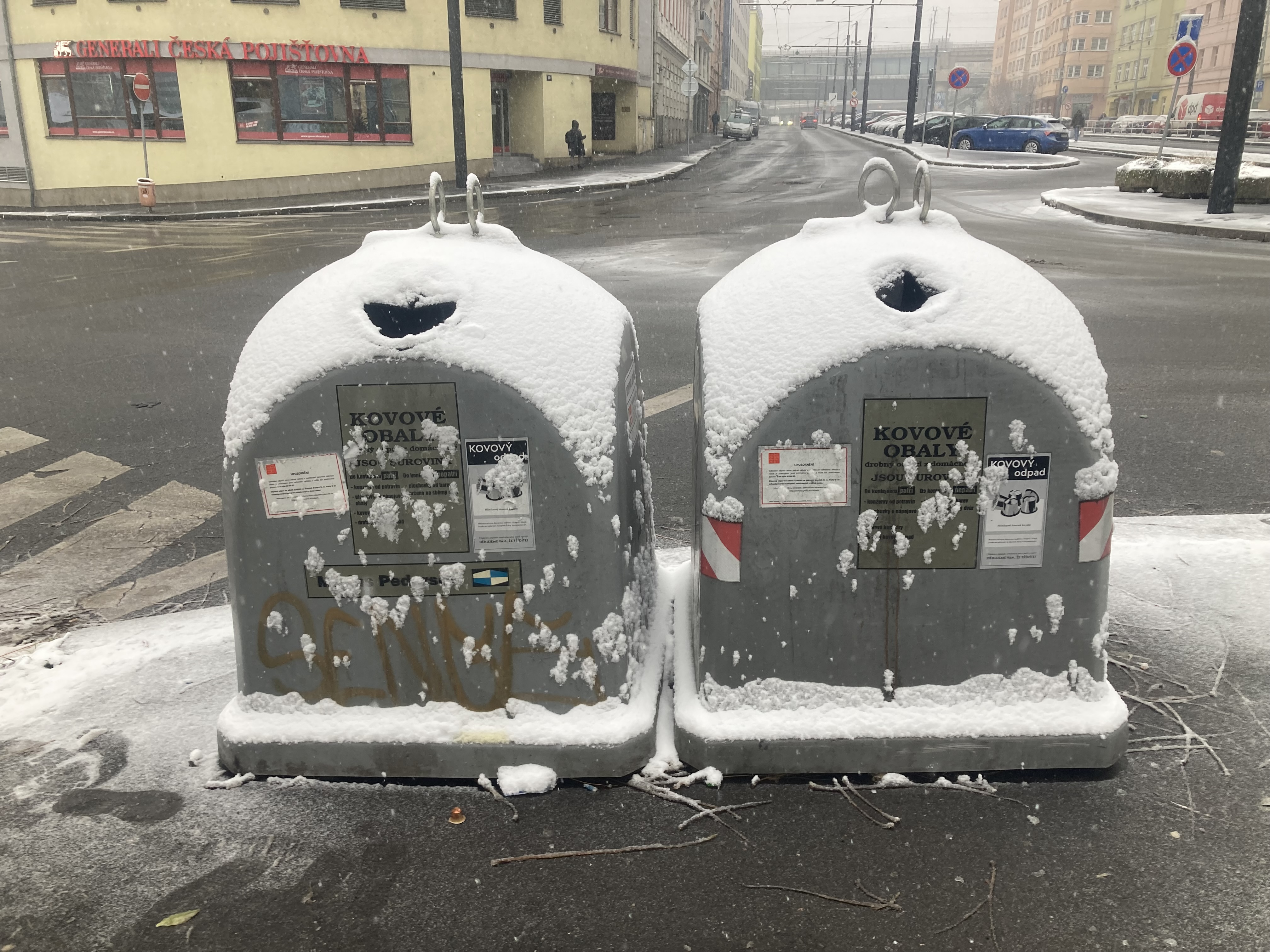
Kontejnery na recyklaci drobného kovového odpadu (Praha-Libeň).

Recyklace kovů je proces opětovného využití použitého kovu.
Důvod recyklace je jednak ekologický, protože zatížení životního prostředí při získávání kovů z rud je podstatně vyšší než při recyklaci a recyklace snižuje množství kovů, které by se spolu s odpadem dostávaly do životního prostředí. Třídění a recyklace kovů snižuje znečištění vzduchu až o 86 % a znečištění vody o 76 %.  Recyklace železného šrotu šetří až 90 % primárních zdrojů, 75 % energie a 40 % vody. Díky recyklaci hliníku lze ušetřit až 95 % energie oproti výrobě nového. Recyklací 1 kg hliníkového odpadu se ušetří cca 8 kg bauxitu, 4 kg pomocných chemických produktů a 14 kWh elektřiny. Také ekonomický efekt není zanedbatelný, protože získávání kovů z kovového odpadu je většinou levnější než těžba a zpracování rud.

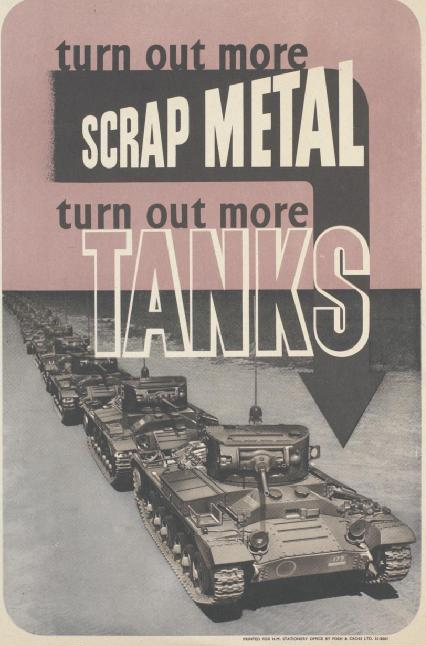
Plakát vyzývající ke sběru kovů (druhá světová válka, Velká Británie)

## Historie
Kovy (bronz) byly recyklovány už v době bronzové. Recyklace kovů nabyla na významu zejména v období válečných konfliktů (rekvírování zvonů, sběr kovového odpadu).

## Průběh recyklace
Recyklace začíná shromažďováním použitého kovu v kontejnerech na kovy, ve výkupnách a sběrnách, kde je kovový odpad tříděn do stanovených sort a rozměrově upravován. Některé vytříděné sorty jsou určeny k přímému využití jako hutní vsázka. Ostatní sorty procházejí další úpravou obvykle u specializovaných firem, kde se postupně získávají jednotlivé druhy kovů. Účelem je získat jednotlivé kovy v co nejčistší formě nebo je alespoň zbavit těch nečistot, které jsou pro další zpracování nejškodlivější. 

## Třídění kovů

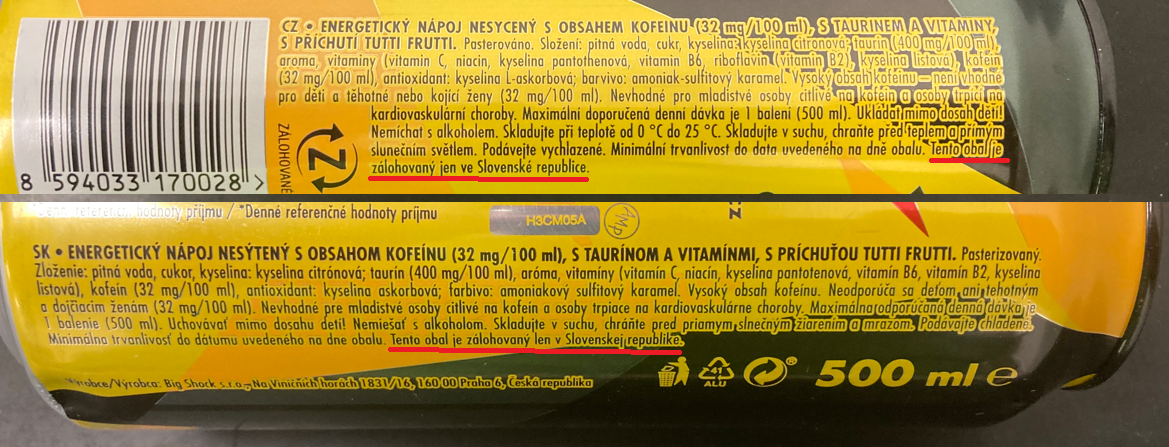
V roce 2024 byly kovové obaly od nápojů stále zálohovány pouze na Slovensku, nikoliv v České republice.

### Česko
Do šedých kontejnerů na kovy patří plechovky od nápojů, kovové uzávěry, šroubovací uzávěry a víčka, tuby, konzervy, alobal, hliníková víčka od jogurtů (pouze větší množství stlačené dohromady), kovové obaly od sprejů, deodorantů a šlehaček, ostatní kovové předměty, obaly s recyklačním symbolem a kódem FE, ALU a/nebo čísly s 40–49. Do kontejneru na kovy nepatří tuby a obaly od barev, případně chemických a nebezpečných látek, baterie, obaly od motorových olejů a pohonných hmot. V některých městech se kovy třídí do kontejnerů společně s jinými komoditami, v tomto případě jsou kontejnery vždy náležitě označeny šedou informační nálepkou Kovy (v Praze od roku 2023 Šetřivec).

### Zahraničí

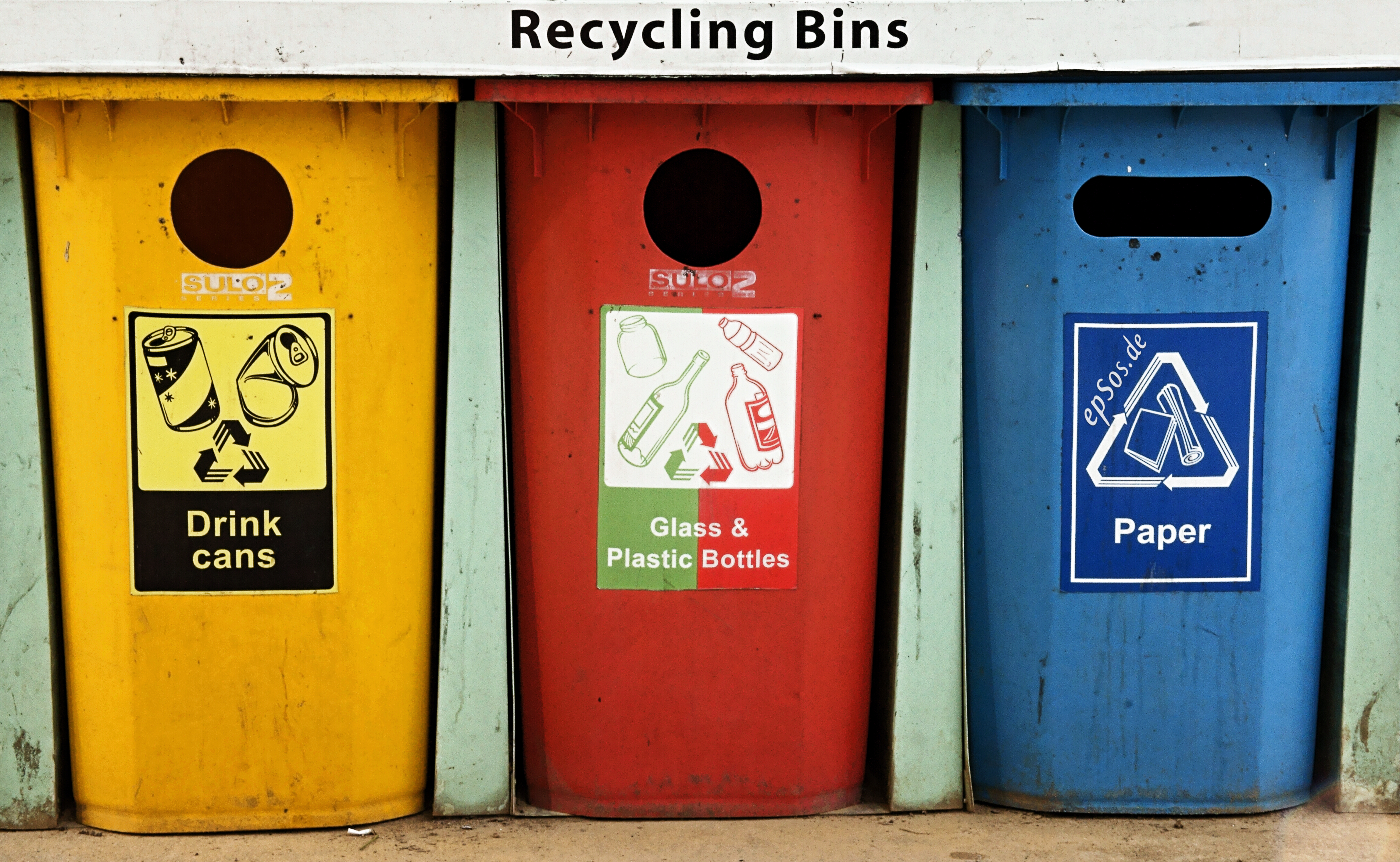
Žlutá nádoba na nápojové plechovky (Singapur, 2013)

Státy přistupují ke třídění kovů k recyklaci rozdílně. V EU používalo společné kontejnery pro plasty a kovy v roce 2016 devět států (Belgie, Bulharsko, Kypr, Francie, Itálie, Maďarsko, Lucembursko, Slovinsko). Některé nasazovaly samostatné kontejnery pro kov, další společně s jinými materiály; jiné členské státy pro kovy vyhrazují sběrná místa.